# Corpet-Louvet Ct CBR 30-34

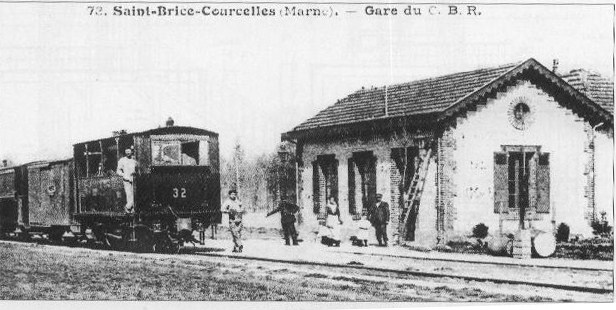
La locomotive n°32 en gare de Saint-Brice-Courcelles.

La Corpet-Louvet Ct ou 030T est un modèle de locomotive à vapeur construit par Corpet-Louvet pour les Chemins de fer de la Banlieue de Reims (CBR).

## Histoire
Elles sont livrées aux CBR au cours de l'année 1904.

## Caractéristiques[1]
- Type : C (030) tender bicabine ;
- Nombre : 5 ;
- Numéros constructeur : 982 à 984 et 987 à 988 ;
- Numéros : 30 à 34 ;
- Écartement : métrique (1 000 mm).